# Виробництво кави на Кубі

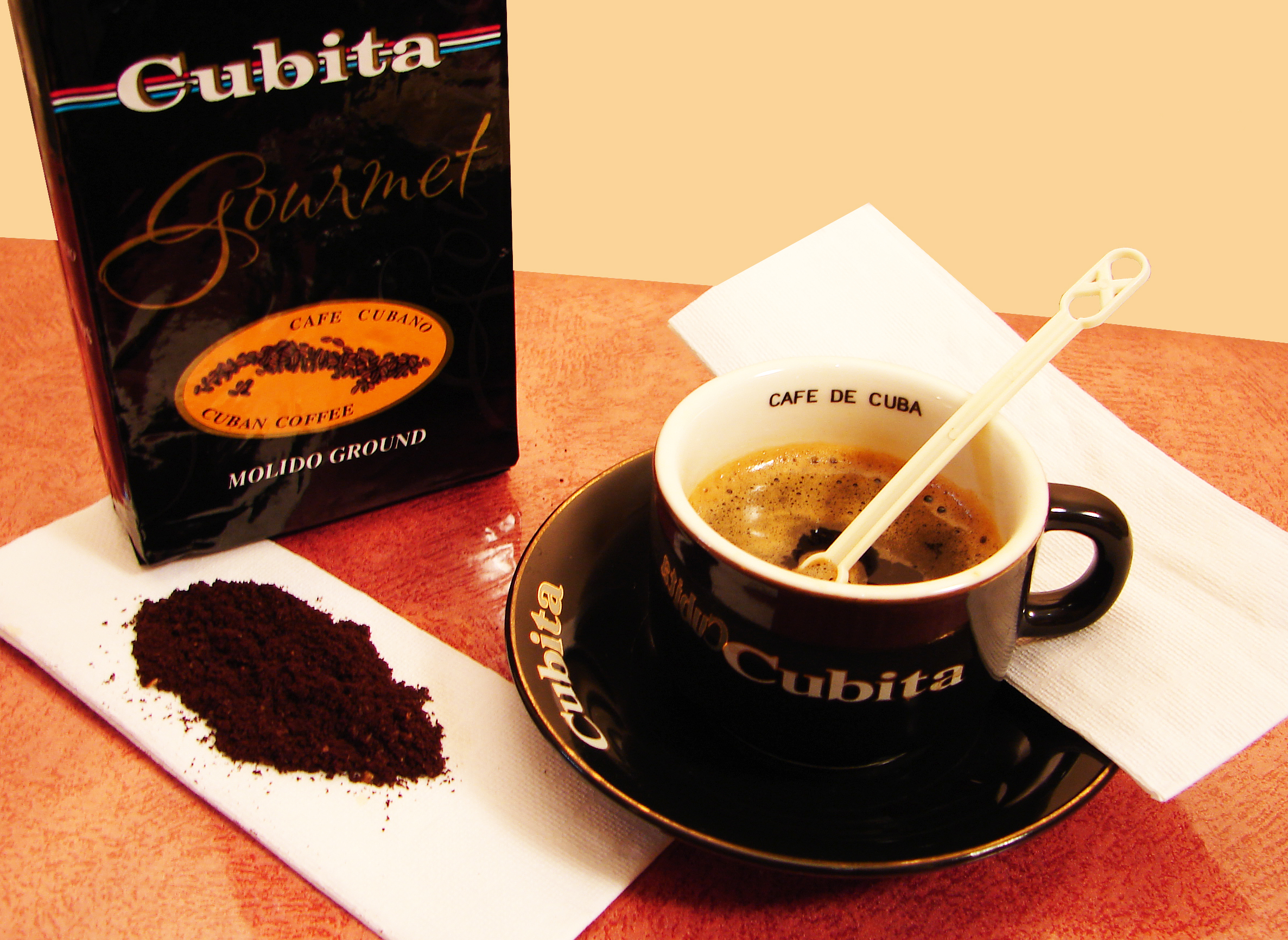
Кубинська кава

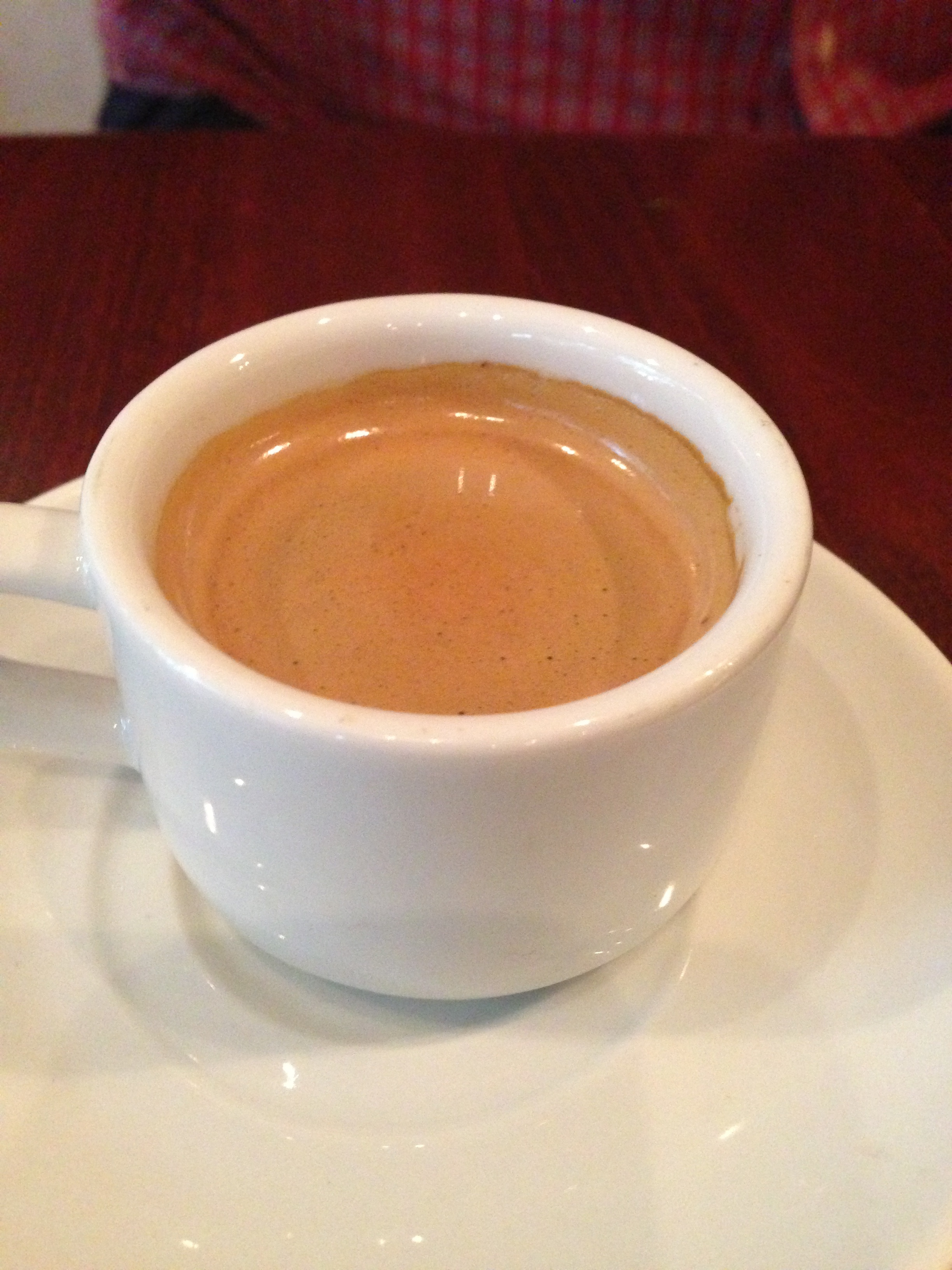
Чашка еспресо, приготована з кубинської кави

Кава вирощується на Кубі з середини XVIII століття. Виробництво кави на сході Куби значно зросло протягом XIX та початку XIX століть. На піку виробництва, яке припало на середину 1950-х років, Куба експортувала понад 20 000 тонн кавових зерен на рік. Після Кубинської революції та націоналізації кавової промисловості виробництво кави почало поступово скорочуватися, та досягло найнижчого рівня під час Великої рецесії. Колись це був основний кубинський експорт, зараз він становить незначну частину кубинської торгівлі. До XXI століття 92 відсотки кави в країні вирощували в районі гір Сьєрра-Маестра. Уся кубинська кава експортується компанією «Cubaexport», яка сплачує регульовані ціни виробникам і переробникам кави.

## Історія
Першу рослину кавового дерева на Кубі представив у 1748 році Хосе Антоніо Гелаберт. До 1791 року французькі колоністи, які рятувалися від скасування рабства під час Гаїтянської революції, запровадили на Кубі кращі методи виробництва кави. Виробництво кави на сході Куби протягом XIX та початку XIX століть «привело до створення унікального культурного ландшафту, що свідчить про значний етап у розвитку цієї форми сільського господарства». Таким чином, з 2000 року ЮНЕСКО включило «Археологічний ландшафт перших кавових плантацій на південному сході Куби» до списку Всесвітньої спадщини.
Після початку Першої світової війни в 1914 році, експорт кубинських товарів (включаючи каву) до Європи виявився складним.
До епохи Фіделя Кастро кавова промисловість на Кубі процвітала. На світових ринках кубинська кава продавалася за преміальними цінами. Велика її частина експортувалася до Європи, зокрема Нідерландів і Німеччини.
Після кубинської революції 1959 року виробництво кави на Кубі скоротилося в основному через розпуск великих ферм і стримування виробництва дрібних ферм. У результаті кубинські виробники кави почали змішувати кавові зерна зі смаженим горошком. Що продовжувалося аж до 2005 року, доки чиста кава не повернулася до кубинських раціонів. Зростання цін на робусту призвело до додавання смаженого горошку до кубинської кави у 2011 році.
У 1962 році Сполучені Штати наклали ембарго на всі товари, імпортовані з Куби, що ще більше завдало шкоди кубинській кавовій промисловості.
Значне скорочення виробництва кави на Кубі спричинив і розпад Радянського Союзу, який був експортером кави.

## Виробництво
На острові вирощують як зерна арабіки, так і робусти, причому більшість продукції надходить з невеликих сімейних ферм. У 2003 році Куба почала експортувати органічну каву до Європи та Японії.
За даними ФАО, загальна кількість гектарів, де збирають каву на Кубі, скоротилася зі 170 000 у 1961 році до 28 000 у 2013 році.

## Розподіл
Наразі Японія та Франція є основними ринками експорту кубинської кави, менші обсяги надходять до Німеччини, Великобританії, Канади та Нової Зеландії.
Внутрішнє розповсюдження наразі обмежене двома унціями кави кожні 15 днів для громадян Куби.